# L'estudiant i la pubilla
L'estudiant i la pubilla és un drama en tres actes i en vers, original de Josep Maria de Sagarra, estrenat al teatre Romea de Barcelona, la vetlla del 21 de maig de 1921.

## Repartiment de l'estrena
- Isabel de Calders: Esperança Ortiz.
- Llorenç: Sr. Soler.
- Segimon de Calders: Enric Guitart.
- Guillemó de Calders: Joaquim Montero
- La Dida de la Isabel: Maria Morera
- Ginestell: Vicent Daroqui.
- L'Hereu Marçal de Brugueres: Joaquim Torrents.
- L'Hereu Planell: Sr. Amorós.
- Josep Puigmal: Antoni Martí.
- Joan Artigues: ?
- Pere Cordella: Sr. Bové
- Damià el Borni: Evarist Pallach.
- Genís: Pepeta Gelabert
- Angelina: Sra. Balestroni.
- Susagna: Pepeta Fornés
- Mariagneta: Srta. Pujó
- Calandrina: Srta. Pujó.
- El Capità Falcó: Domènec Aymerich
- Sis soldats: Sr. Espanyol (Soldat primer), Francesc Ferràndiz (Soldat segon).